# Pils (bière)

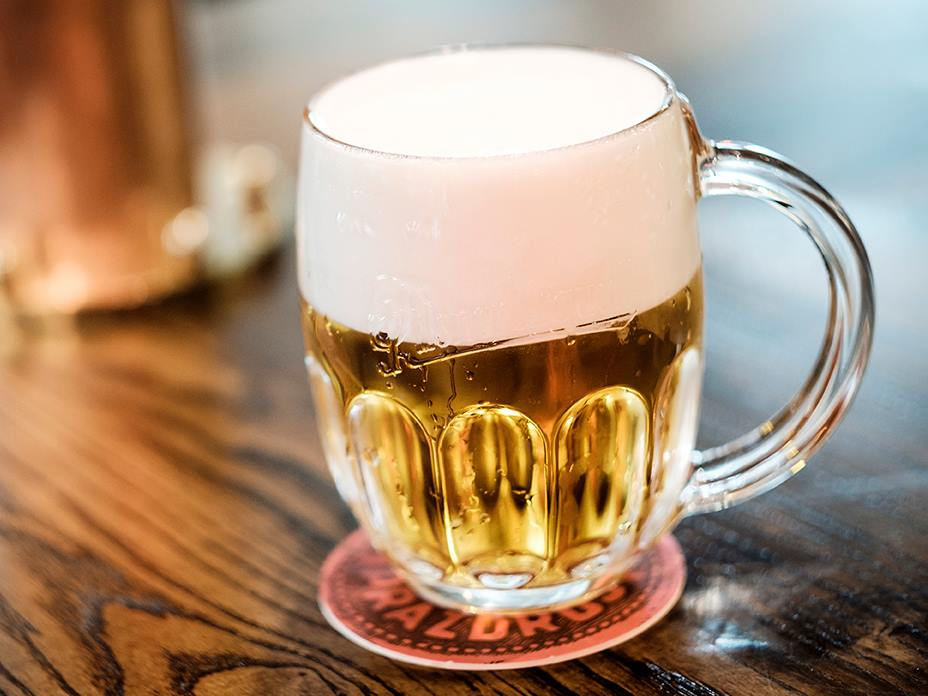
Pilsner Urquell.

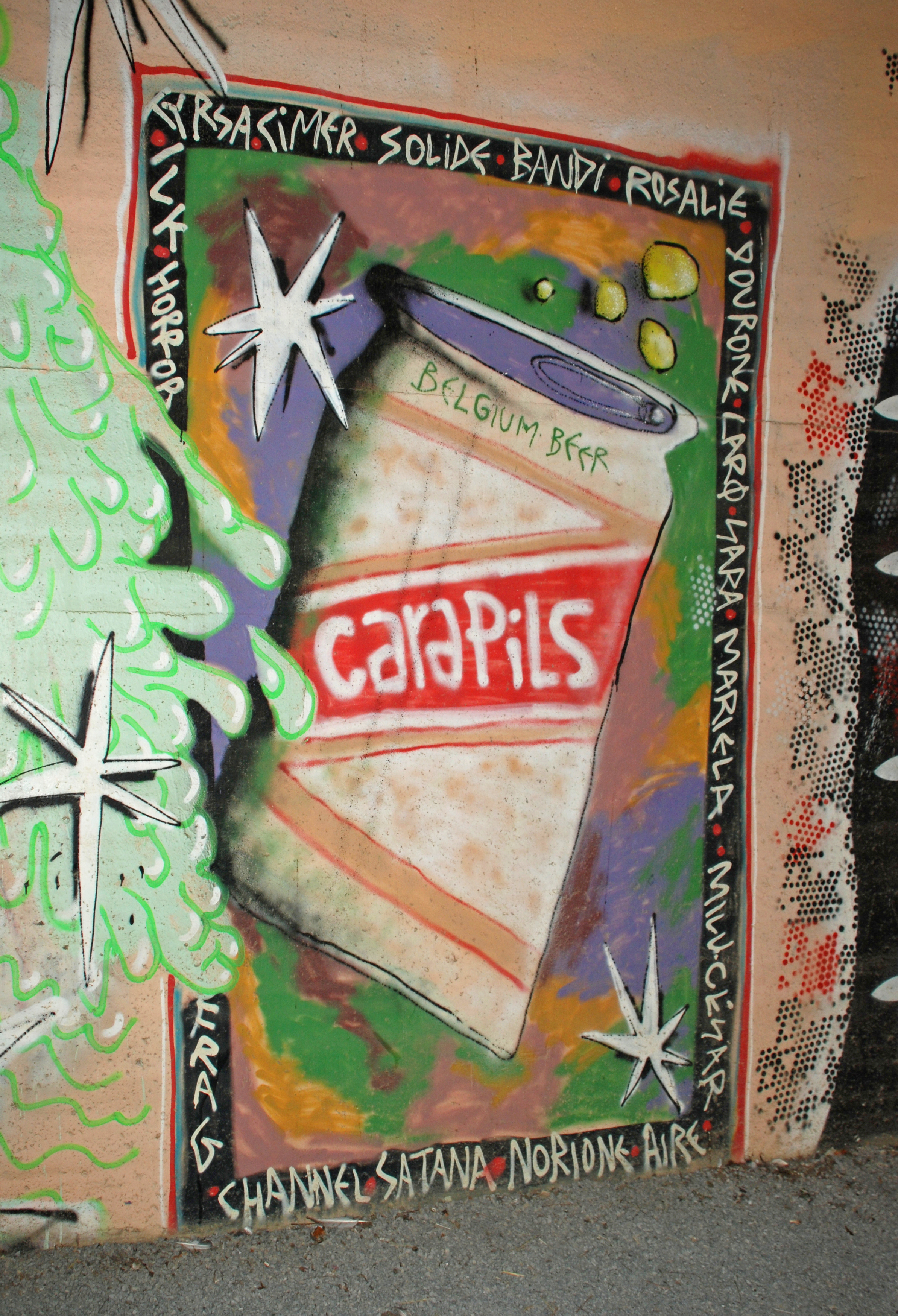
Canette de Cara Pils représentée sur une peinture murale de la gare de Louvain-la-Neuve (Belgique).

La bière pils, également appelée pilsener, pilsen ou pilsner, du nom de la ville de Pilsen en Tchéquie (Plzeň en tchèque, Pilsen en allemand), est un type de bière blonde et limpide, de fermentation basse apparenté au type lager. Elle titre environ 5 degrés d'alcool et possède une amertume moyenne, dépendant du type de houblon utilisé.
La pilsener se boit plus fraîche qu'une bière de fermentation haute, mais non glacée, généralement entre 10 et 12 degrés, afin d'en faire ressortir les arômes.

## Histoire
Ce type de bière a été créé le 5 octobre 1842 par Josef Groll, dans la « Brasserie des Bourgeois » (Bürgerlichen Brauhaus), à Pilsen, en Bohême. La nouvelle bière rencontre un succès très rapide à tel point qu'en 1859, la Brasserie des Bourgeois juge bon de déposer le mot allemand Pilsner (« de Pilsen »), à la fois marque et label d'origine.
Le mode de brassage révolutionnaire permet la production d'une bière claire et dorée, à une époque où les bières sont soit brunes, soit troubles en raison du résidu de levure dans la bouteille ou le fût.
Le succès de la Brasserie des Bourgeois devient bientôt mondial mais les imitations fleurissent, et chacun appose le mot pilsner (ou pils) sur sa bouteille. En 1898, la Brasserie des Bourgeois dépose un nouveau nom allemand pour sa bière : Pilsner Urquell, qui signifie « authentique source de la Pilsner ». Mais le style est toujours copié, à tel point qu'il devient le plus répandu au monde.
Depuis les années 1970, la vente de pils tend à baisser en Europe, au profit des bières spécialisées à fermentation haute et fermentation spontanée. La brasserie qui produisit la Pilsner Urquell, la première pils, est toujours en activité à Plzeň. Elle a pris le nom de sa bière phare (Plzeňský Prazdroj, en tchèque — le nom allemand Pilsner Urquell), et la commercialise toujours.

## Brassage
La densité primitive de moût est de l'ordre de 11 à 12,5 °P. La fermentation a lieu entre 5 et 10 °C. La bière est ensuite filtrée, ce qui lui confère sa limpidité.
Elle est généralement pasteurisée quand elle est mise en bouteille.

## Marques
Aujourd'hui le terme n'est plus réservé à la seule Pilsner Urquell, et bien d'autres marques profitent de cette appellation.
Quelques Pils produites en France : Meteor Pils, Ancre et en Belgique : Jupiler, Maes et Stella Artois.
Autres bières Pilsener mondialement reconnues : Three Horses Beer.